# Dao (sabre)
El dao (pronunciació: [táu], xinès: 刀; pinyin: dāo) és una espasa xinesa d'un sol fil, que s'utilitza principalment per tallar. La forma més comuna també es coneix com el sabre xinès, tot i que aquells amb fulles més amples són coneguts sovint com espases xineses. A la Xina, el dao es considera una de les quatre armes tradicionals, juntament amb el gun (bastó), la qiang (llança) i la jian (espasa de doble fil).

## Nom
En xinès, la paraula 刀 pot ser aplicada a qualsevol arma amb un fil i normalment fa referència a ganivets. Per això, el terme sovint és traduït com ganivet o espasa-ganivet. No obstant això, dins les arts marcials xineses i en contextos militars, les versions "d'espasa", són conegudes com a dao.

## Característiques generals
Encara que el dao ha variat molt al llarg dels segles, la majoria dels dao d'una sola mà del període Ming i posteriors, i les espases modernes que es basen en ells comparteixen una sèrie de característiques. Les fulles de Dao són moderadament corbes i amb un sol fil, encara que sovint alguns centímetres de la vora del darrere estan esmolades (contrafil); la suavitat de la corba permet que es puguin fer estocades amb certa efectivitat. Les guardes poden ser arrodonides, corbades en la direcció oposada, com la fulla, cosa que millora el maneig en algunes formes de tall i estocada. El cordó sol estar embolicat sobre la fusta del mànec. Les guardes també poden ser perforades com les de les Jian per afegir-hi dragones, encara que els dao més moderns per a espectacles solen tenir borles o bufandes. Les guàrdies solen tenir forma de disc, sovint amb forma de bol per evitar que l'aigua de la pluja entri a la funda. De vegades són peces més fines de metall amb una corba en forma de "s", la part inferior de la corba que protegeix els artells de l'usuari; molt poques vegades poden tenir guàrdies com les de les jian.
Altres variants del patró bàsic inclouen el gran bagua dao, emprat en el "Baguazhang" i el llarg pudao.

## Història primerenca
Els primers dao daten de la dinastia Shang a l'edat del bronze de la Xina, i són coneguts com a zhibeidao (直 背 刀) - ganivets rectes. Com el seu nom indica, aquestes eren armes rectes o lleugerament corbes amb un sol fil. Tot i que originàriament eren de bronze, es fabricaren de ferro o acer durant el Període dels Regnes Combatents, ja que el coneixement metal·lúrgic havia avançat prou per controlar el contingut de carboni dels aliatges. Originalment menys comú com a arma militar que la jian, el dao es va fer popular entre la cavalleria durant la dinastia Han a causa de la seva robustesa, superioritat com a arma de tall i relativa facilitat d'ús. Generalment es deia que es trigava una setmana en ser competent amb un dao, un mes per ser-ho amb una qiang, i un any per arribar a ser competent amb una espasa jian. Poc després, el dao començà a ser utilitzat per la infanteria, substituint la jian com a arma estàndard. Els dao del final de la dinastia Han tenien mànecs rodons i poms amb forma d'anell, i una longitud de 85 a 114 centímetres i s'utilitzaven amb escuts rectangulars.[3]
Al final del període dels Tres Regnes, el dao gairebé havia substituït la jian en el camp de batalla.[4] Aquesta va esdevenir una arma de defensa personal per a la classe aristocràtica acadèmica, usada com a part del vestit de la cort.[5]

## Sui, Tang, i Song

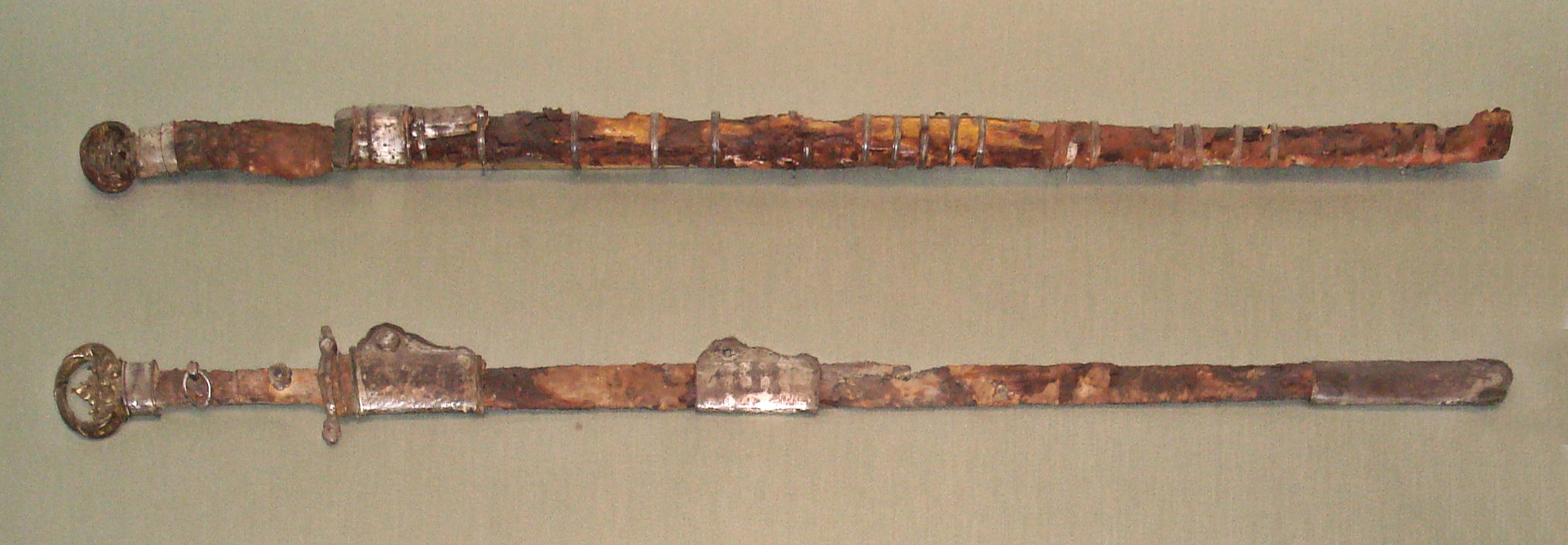
Dos zhibeidao de la dinastia Sui amb poms en forma d'anell.

Igual que en les dinasties precedents, els dao de la dinastia Tang eren rectes al llarg de tota la fulla. El peidao ("dao de cinturó") d'una sola mà era l'arma més popular. També eren coneguts els hengdao ("dao horitzontal" o "dao creuat") en la dinastia Sui precedent. Els changdao a dos mans ("dao llarg") o modao també es van utilitzar durant la dinastia Tang, amb algunes unitats especialitzades en el seu ús.[6]
Durant la dinastia Song, una forma de dao d'infanteria era el shoudao, una arma de tall amb la punta tallada. Mentre que algunes il·lustracions els mostren rectes, l'enciclopèdia Song del segle xi, Wujing Zongyao els representa amb fulles corbes, possiblement una influència de les tribus de les estepes de l'Àsia central, que conqueririen parts de la Xina durant el període Song. També daten d'aquest període el zhanmadao i el buzhandao (步 战刀), ambdós llargs, de dues mans.

## Yuan, Ming i Qing

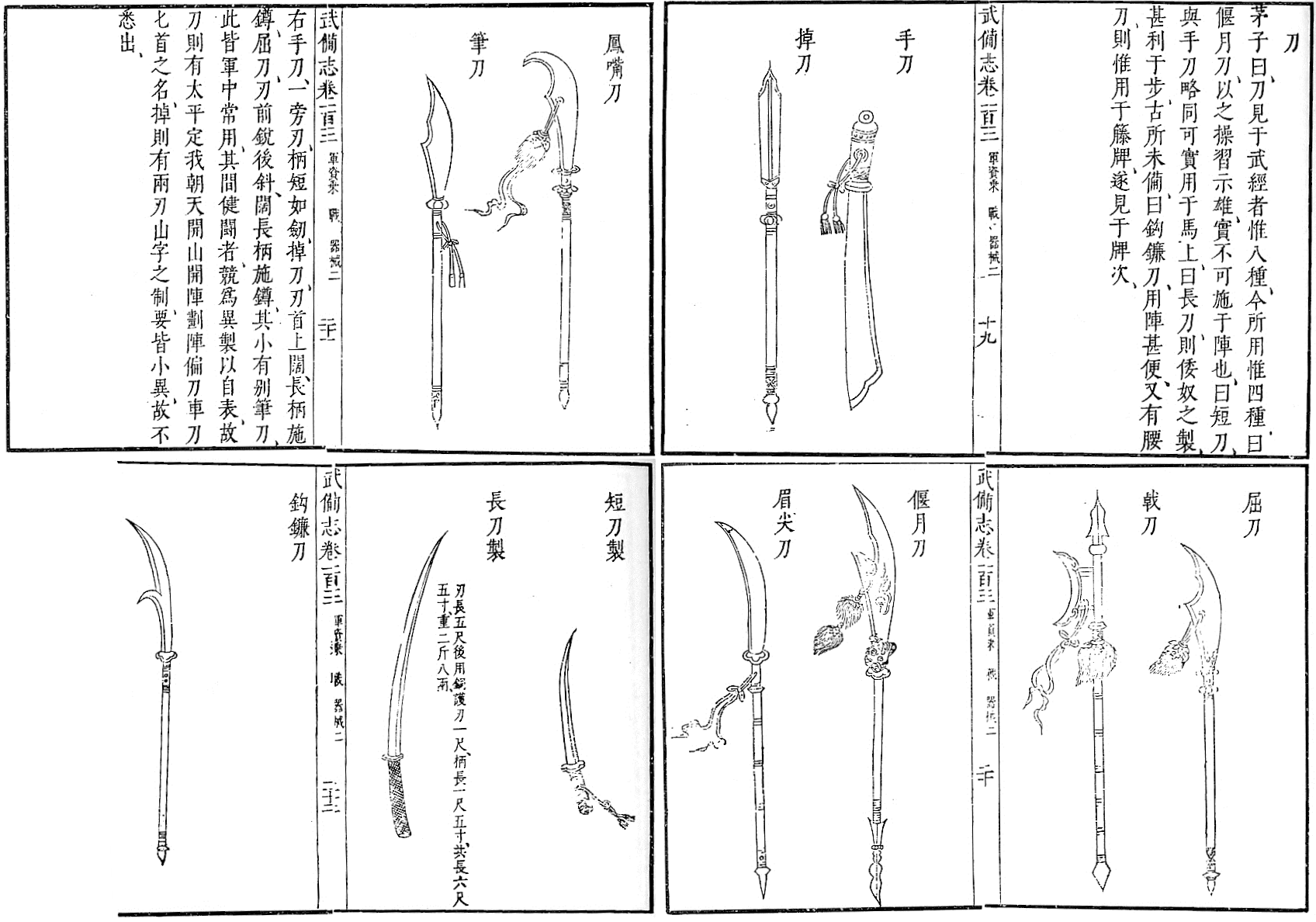
Daos popular desde del període Song fins al Qing.

Amb la invasió mongola de la Xina a principis del segle XIII i la formació de la dinastia Yuan, el sabre d'estepa corb havia exercit en una gran influència en els dissenys de les espases xineses. Els sabres ja eren utilitzats pels turcs, tungusos i altres pobles de les estepes de l'Àsia central des de com a mínim el segle VIII aC, i era l'arma preferida entre l'aristocràcia mongol. La seva eficàcia per a la guerra muntada i la popularitat entre els soldats al llarg de tot l'Imperi Mongol van tenir efectes duradors.

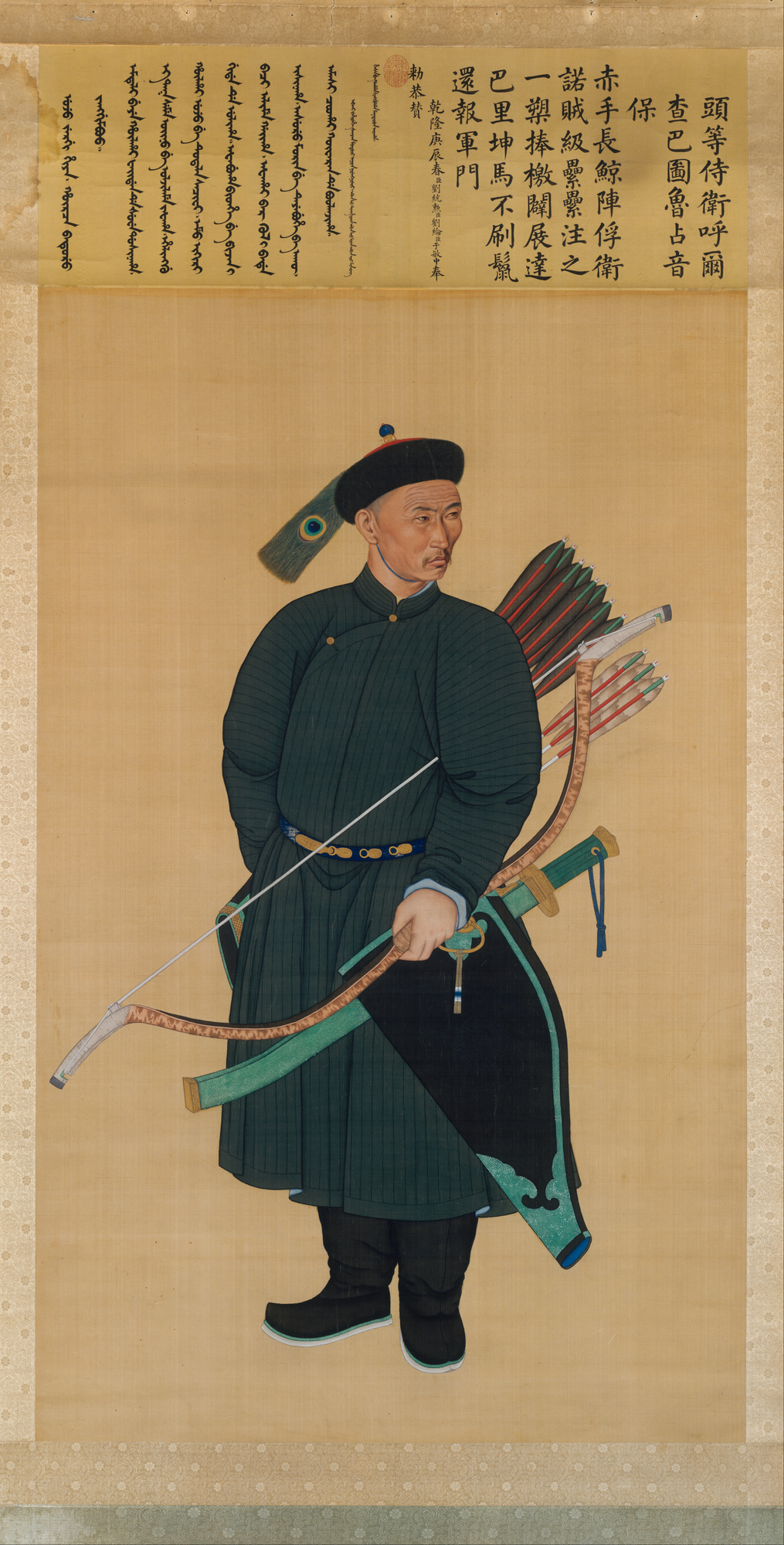
Zhanyinbao, un guàrdia imperial, portant un dao embeinat. Noteu la dragona al mànec. (1760)

A la Xina, la influència mongola va durar fins molt després del col·lapse de la dinastia Yuan a mans dels Ming, continuant tant per les dinasties Ming i Qing (aquesta última fundada per un poble del centre d'Àsia, els manxús), augmentant la popularitat dels dao i generant tota una varietat de noves fulles. Les fulles amb més corbades es van fer populars, i aquests nous estils es denominen col·lectivament com a peidao. Durant la meitat del període Ming, aquests sabres nous substituirien completament la jian com a arma militar. Els quatre tipus principals de peidao són:

### Yanmaodao
El yanmaodao o "sabre ploma de oca" és en bona part recte com el zhibeidao anterior, amb una corba que apareix al centre de la percussió prop de la punta de la fulla. Això permet estocar i manipular en general de manera similiar a la jian, tot i que conserva bona part dels punts forts del dao com a arma de tall.

### Liuyedao
El liuyedao o "sabre fulla de salze" és la forma més comuna de sabre xinès. Va aparèixer per primera vegada durant la dinastia Ming i presenta una corba moderada al llarg de la fulla. Aquesta arma es va convertir en l'arma estàndard per a cavalleria i infanteria, substituint el yanmaodao, i és el tipus de sabre originalment usat per moltes escoles d'arts marcials xineses.

### Piandao
El piandao o el "sabre tallant" és un dao profundament corbat destinat a tallar i tallar en desembeinar. Aquesta arma té una gran semblança amb el shamshir i altres simitarres. Una arma bastant poc freqüent, en general, va ser utilitzada en escaramusses en combinació amb un escut.

### Niuweidao
El niuweidao o el "sabre cua de bou" és una arma de fulla gruixuda amb una punta arrodonida molt característica. És l'espasa pesada arquetípica de les pel·lícules de kung fu avui. Els primers exemplars daten de principis del segle xix (la segona meitat de la dinastia Qing) i només com a arma civil: no hi ha cap registre que s'emeti a les tropes, i no apareix en cap llista d'armes oficial. La seva aparició en les pel·lícules i la literatura moderna és sovint anacrònica.
A més d'aquests quatre tipus principals de dao, també es va utilitzar el duandao o "dao curt", que es tracta d'una arma compacta generalment en semblant al liuyedao. El dadao es va seguir utilitzant, i durant el període Ming dinastia el grans changdao i zhanmadao va ser utilitzat tots dos contra la cavalleria de les estepes del nord i els wokou (pirates) de la costa sud-est; aquestes darreres armes (de vegades amb noms diferents) continuarien veient un ús limitat durant el període Qing. També durant el Qing apareixen armes com el nandao, variants regionals amb el mateix nom o forma d'alguns dels dao esmentats, i variants més obscures com el "l'espasa de nou anelles", aquesta última probablement inventada per demostracions al carrer i actuacions teatrals més que per utilitzar com armes. La paraula dao és també utilitzada en els noms de diverses alabardes amb fulles d'un sol fil, com el pudao i el guandao.
La combinació de llança i el dao (liuyedao o yanmaodao) eren típiques de la infanteria perquè requeria molt més temps formar-se per a lluitar correctament amb una jian. Sovint, el dao és representat en obres de l'època en mans tant d'oficials com de la tropa d'infanteria.
Durant la dinastia Yuan i després, algunes característiques estètiques de les espases perses, índies i turques apareixerien en el dao. Aquests podrien incloure gravats complexos a la fulla i "perles rodants": petites boles metàl·liques que podrien rodar al llarg de ranures més completes a la fulla.

## Història recent

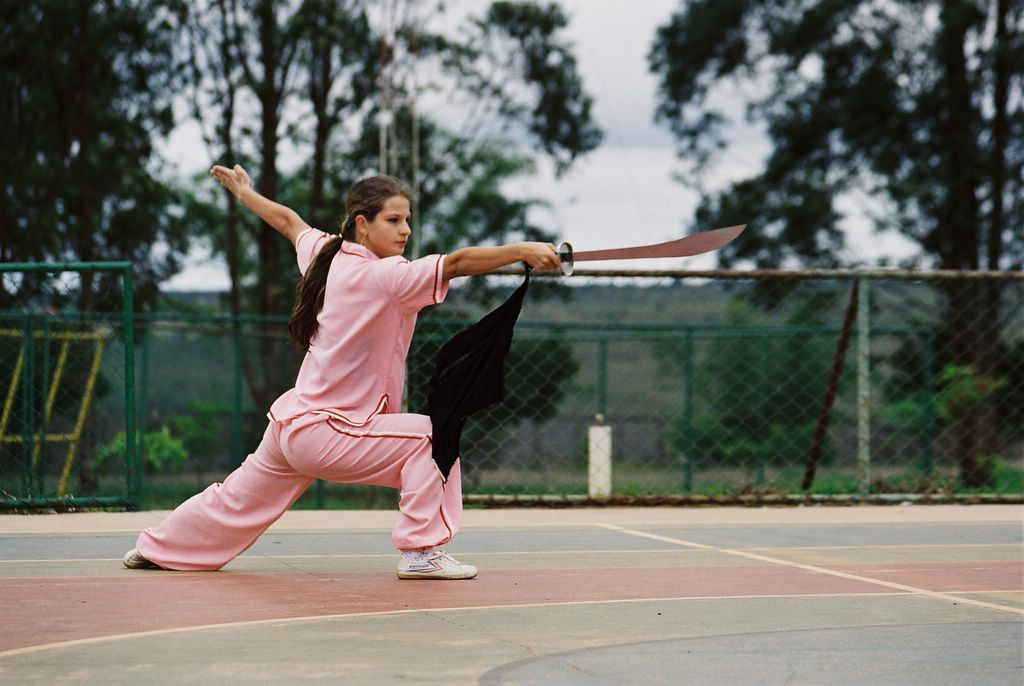
Un dao empran en el wushu modern.

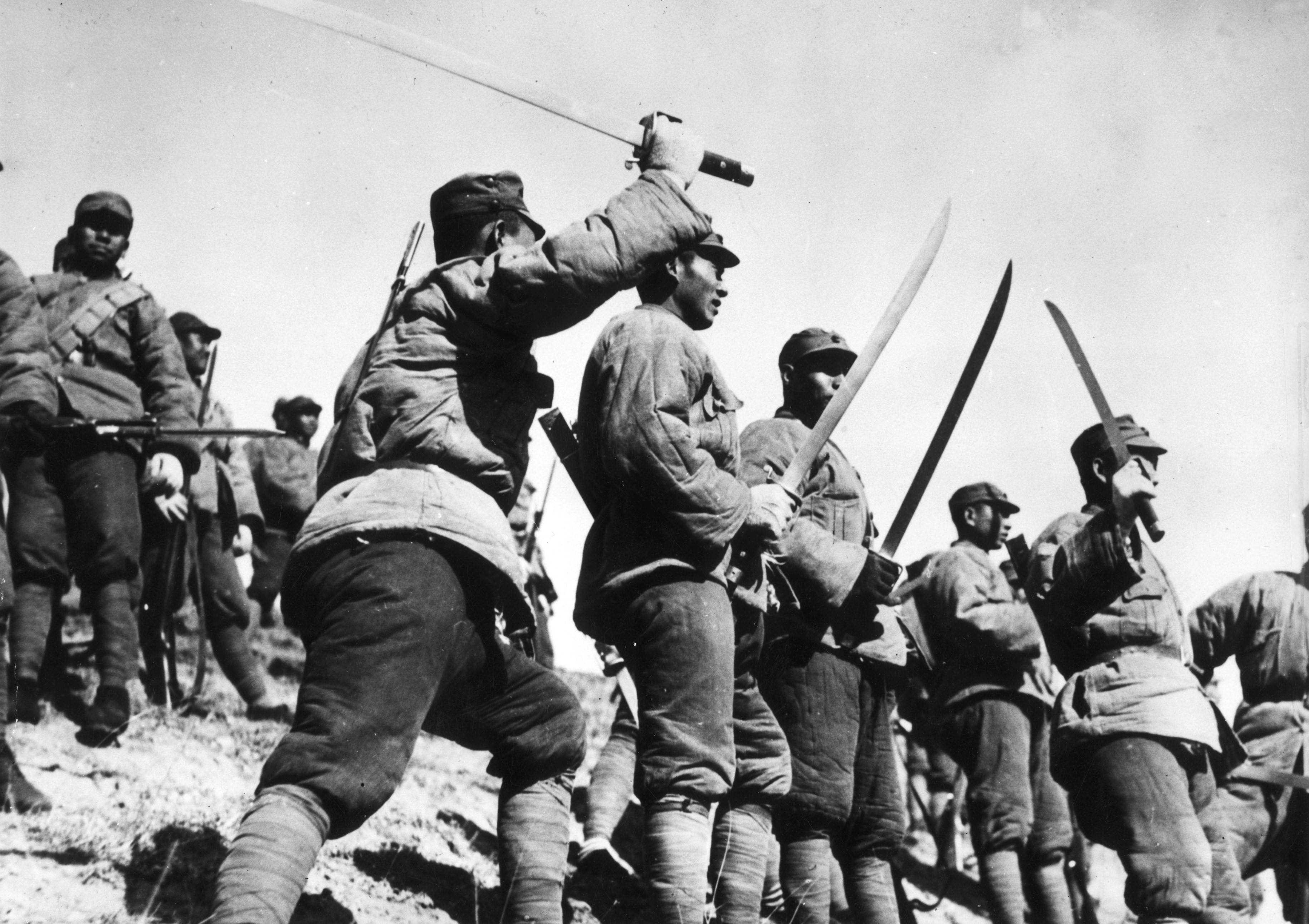
Soldats xinesos d'una "Unitat d'Espasers" durant la invasió japonesa de la província de Jehol, Xina, 1933

El dadao va ser utilitzat per algunes unitats de milícia xineses contra invasors japonesos durant la Segona Guerra Sino-japonesa, ocasionant la ["[Marxa de les Espases]]". El miaodao, descendent del changdao, també fou utilitzat. Van ser utilitzats durant emboscades planejades contra tropes japoneses, ja que l'exèrcit xinès i els grups de resistència patriòtica sovint no disposaven d'armes de foc.
La majoria de les escoles d'arts marcials xineses encara entrenen extensament amb el dao, considerant-lo una poderosa eina d'entrenament i una arma versàtil, amb tècniques d'autodefensa transferibles a objectes de mida similar més comuns en el món modern, com bastons o bats de beisbol o de criquet, per exemple. També hi ha escoles que ensenyen, shuangdao 雙刀, una tècnica que requereix un dao per cada mà.
Les competicions de wushu incorporen rutines de dao juntament amb altres altres armes.